# Radziejów
Pour les articles homonymes, voir Radziejów (homonymie).
Radziejów (en allemand Rädichau) est une ville de Pologne, chef-lieu de district (powiat) de la voïvodie de Couïavie-Poméranie.

## Situation géographique
Radziejów s’est développé sur des dépôts morainiques. La ville est située à 45 km à l’ouest de Włocławek et à 76 km au sud-est de Bydgoszcz.
La ville est un important nœud de transport. Elle se trouve au carrefour des routes Poznań-Włocławek et Toruń-Kutno-Koło.

## Histoire
La première mention historique de Radziejów date de 1142 sous le nom de Radeow. À l’époque, la localité est offerte au monastère de Mogilno par Salomé von Berg, l’épouse de Boleslas III le Bouche-Torse. En 1232, Radziejów (Redeiew) devient une propriété du Chapitre de Płock.  Radziejów obtient les privilèges urbains en 1252, des mains du duc Casimir Ier de Cujavie. En 1298, Ladislas le Bref élargit les privilèges et lui accorde le droit de Magdebourg. La ville est notamment autorisée à faire du commerce. En 1330, la ville est incendiée par les Teutoniques.
En 1343, la ville de Radziejów rejoint le royaume de Pologne. Elle devient un lieu où se réunit la diète régionale. Elle devient le principal centre d’artisanat et de commerce du sud de la Cujavie. Un château royal est érigé. Au XVIIe siècle, les incendies, la guerre avec la Suède et les épidémies provoquent le déclin de la ville. Le château est détruit par les Suédois en 1702. En 1720, les Piaristes créent un collège.  Après avoir été dévasté à deux reprises par le feu, il est transféré à Włocławek en 1819.
En 1793, après le Second partage de la Pologne, Radziejów est annexé par la Prusse. De 1807 à 1815, Radziejów fait partie du Duché de Varsovie. En 1815, la ville rejoint le Royaume du Congrès contrôlé par la Russie. Le déclin continuel de la ville aboutit à la perte de son statut en 1867 (elle le retrouve en 1919). 
Pendant l’Entre-deux-guerres, la ville, qui a été reliée au réseau ferroviaire en 1908, retrouve un second souffle grâce au commerce et au développement de l’agriculture dans la région. 
Les Allemands s’emparent de la ville le 9 septembre 1939 et la rebaptise Rädichau. La ville est libérée par l’Armée rouge le 20 janvier 1945.

## Économie
La ville est un petit centre commercial et de services au centre d’une région agricole.

## Monuments
- Église gothique (fondée en 1331)
- Monastère des Franciscains (fondé par Ladislas le Bref en 1298) avec un portail gothique
- Hôtel de ville (XIXe siècle)